# César Dávila (sacerdote)
César Augusto Dávila Gavilanes (Patate, Tungurahua, Ecuador, 1 de noviembre de 1910 - Quito, Ecuador, 2 de junio de 1999) fue un sacerdote católico, doctor en Sagrada Teología y maestro de meditación y yoga. Fue un mensajero incansable de la meditación u oración contemplativa como una vía para tener un contacto vivencial con Dios.

## Maestro de la Meditación u Oración Contemplativa
Sus discípulos recibieron las llaves de la Concentración y la Meditación, como el método para lograr la experiencia de Dios, tomando al ser humano de manera integral: cuerpo, mente y espíritu. 
El Padre Dávila practica y enseña el arte de la oración profunda, inspirada en las enseñanzas milenarias de Oriente, la oración jaculatoria de los Padres de la iglesia primitiva y el modo silente de orar empleado por Cristo, Maestro de maestros. 
Como guía espiritual, encarna el carisma de la oración contemplativa y el servicio a los demás, ejes para alcanzar el equilibrio interior y la realización de Dios en la vida presente con una visión universal.

## Algunas enseñanzas
Conociendo primero a Dios (23 de enero de 1952)
Para amar a Dios hay que conocerlo antes.  El primer acto que debe ejecutar el alma es conocer. Lo demás: el amor y el goce son consecuencias. Miente el que afirma que ama a Dios sin conocerle antes.  La visión espiritual es propia del acto de conocer del alma: la visión beatífica es conocimiento de Dios perfecto; vio Dios que las cosas eran buenas y las creó.
La meditación es… (27 de octubre de 1977)
¿Qué es meditar? He comprendido que la meditación se resume en estas palabras claves: ver, oír, sentir, vivir, ser.  No es reflexionar, argumentar.
VER la Infinitud Divina.
OIR el Mensaje Divino.
SENTIRLE a ÉL: la nada al Todo.
VIVIR en ÉL, por Él, para ÉL.
SER en Él, por Él, para ÉL.
No es posible describir más. Estas son las palabras claves y absolutamente concretas.
La meditación despierta la conciencia
La meditación es ese cincel que va modelando nuestra conciencia, para convertirla en una imagen viva, pura, de Dios. Es esa gota de agua que diariamente va horadando esa conciencia, para que la omnipresencia divina penetre cada vez más en nosotros.
¿Dónde está Dios?
Él reside en el silencio. Tiene Su trono en el silencio. Tiene Su templo en el silencio. Es que todas las grandes emociones no responden sino al único y al verdadero lenguaje del silencio. Es que debajo del silencio, hay este hilo invisible de la comunión interna, de la vibración interna, de persona a persona, con la cual nosotros queremos comunicarnos. Cuando la palabra cesa y cuando comienza el silencio, comienza entonces, mis queridos estudiantes la verdadera comunicación.  ¡Por eso, es tan augusto el silencio!  ¡Es tan necesario el silencio! Y tiene un poder trascendental, poder que nos sintoniza con la Vibración Suprema. Por eso nosotros, mis queridos estudiantes, debemos estimar tanto el silencio.
Te encontré
Te he buscado y Te he encontrado aquí
aquí en esta tierra,
en el corazón de ese universo que palpita
en cada partícula infinitesimal
de materia…
Te he buscado, Te he encontrado,
Te he sentido en cada átomo
de esta materia que palpita
en millones de partículas
en la danza cósmica de los mundos
plasmados por Tus benditas manos…
Te he buscado, Te he encontrado,
y Te he sentido en mi propio corazón,
aquí en la intimidad de mi ser,
en la augusta soledad
de mi mundo interior.
Cuando retorné dentro de mí mismo,
Te encontré…
Dónde amar y servir (18-19 de febrero de 1952)
Quisiera estar allí donde puedo más servir a mi Dios y más amarle y más conocerle.  Si hubiera un lugar en el mundo que tuviera tal privilegio, allá iría; pero el lugar es mi yo, el lugar es mi alma.  Allí quiero conocerle más y amarle más y trabajar porque los demás, como yo, le conozcan y le amen y así sientan la dicha de ser de Dios y de conocerle.
Dios, suprema atalaya en el gran drama cósmico (Baños, 12 de septiembre de 1977)
El Dios Bendito continúa escribiendo los distintos episodios del Gran Drama Cósmico, en cada uno de nosotros y en cada uno de los seres que nos rodea.  Su libro (nosotros y todas las cosas) se renueva todos los días, todos los días se escriben sus páginas. Páginas completamente nuevas a medida que van desgranándose los minutos, las horas, los días, los siglos. Eso si, hay que tener en cuenta que la sutil trama de su omnipresencia no conoce tiempo y espacio.  Esa trama une el pasado, el presente y lo que viene. Si Agustín nos invitó a adorar a la belleza siempre antigua y siempre nueva: a esta misma belleza hay que adorarla también en todas y cada una de sus manifestaciones no solo de ayer, sino de hoy y de siempre. Yo le veo y le concibo dominándolo todo, desde la Suprema Atalaya de su gloria, desde la Coordenada Infinita de su Verdad, desde el Hito Supremo de su Omnisciencia. Hace falta, mucha falta, la liberación del hombre de las cadenas de su mente para que pueda ver las cosas como son, no como le dan viendo otros que las ven a su modo, desde luego.

## Infancia y juventud
Nació en el seno de un hogar católico, formado por el Dr. Augusto Dávila y Doña Vicenta Gavilanes, el 1 de noviembre de 1910 en una parroquia rural cercana a Baños en la Provincia de Tungurahua. Fue el sexto de siete hermanos. Entre las anécdotas que gustaba narrar él mismo, y que llamaban tanto la atención dando fe de su ya marcada vocación sacerdotal, estaban éstas: que jugaba reuniendo a sus amigos detrás de la casa de sus padres, se vestía de Obispo y subiéndose a un tronco de capulí predicaba a sus amigos, quienes con mucha atención le escuchaban y después de la prédica le pedían la bendición. En otras ocasiones, realizaba procesiones encabezándolas él como sacerdote.
Prosiguió sus estudios en la ciudad de Quito, primero en el Seminario Menor de San Luis, y luego en el Seminario Mayor San José donde recibió el sacramento del Orden “con dispensas” (por tener menos de 24 años) el 29 de junio de 1934, ejerciendo inmediatamente las funciones como coadjutor de Pelileo y Ambato.  En 1939 viajó a Bogotá a estudiar en la Universidad Javeriana, donde obtuvo el Doctorado Teologal en 1947.

## Encuentro con un discípulo de Gandhi
En enero de 1952, época en la cual se hallaba dedicado a los medios de comunicación social y cuando había creado y era propietario de la radio-difusora Luz de América, que la empleaba como un medio eficaz de apostolado y en la cual venía trabajando por ocho años, tiene la oportunidad de asistir a una conferencia de un llamativo personaje y del cual escribiría lo siguiente: 

Visitó el Ecuador el Pandith Bhekpati Shina, un príncipe hindú, sobrino del rey Daribhanga, discípulo de Gandhi, el líder más grande de los últimos tiempos de uno de los pueblos más numerosos del planeta: la India. Durante los 15 días que permaneció en nuestro país, tuve la felicidad de estar con él y como resultado de su trato, dar el paso que cambió radicalmente mi vida… Lo que me llamó sobremanera la atención, y emprendiera en el trabajo de descubrir la inmensa riqueza de enseñanza con la Filosofía oriental, fue la profundidad y al mismo tiempo la sencillez con la cual este verdadero iluminado disertaba acerca de las cosas de Dios, del amor a los semejantes, de la naturaleza, de la mística, en fin, de los problemas más acuciantes de la mente y de la vida humana.  Sus palabras eran tanto más impactantes, cuanto más pensaba que, a pesar de no haber concurrido a ninguna escuela teológica de las nuestras, sin embargo, sus conocimientos eran del más profundo de los teólogos.  Una de las anécdotas que me refirió de su maestro fue la siguiente:  Mahatma Gandhi puntualmente a las cinco de la tarde, cerca de las oficinas en las que atendía todos los asuntos concernientes a la política, tenía un lugar especial para explicar durante 20 años el Sermón de la Montaña, de los capítulos sexto y séptimo de san Mateo. A través de su mirada dulce y profunda se traducía un alma que hablaba de las cosas de Dios porque estaba en Dios. Toda su presencia respiraba un profundo amor, una dulzura infinita y una sinceridad absoluta… Para los orientales, decía, Dios es la Realidad Suprema y lo demás son ficciones momentáneas de los sentidos. Dios es la luz y la inteligencia que ha creado los mundos, que sostiene los átomos y cuanto existe. Dios está en todo, pero si el hombre no lo encuentra en la hondura de su corazón, no lo encontrará en parte alguna. A sus oyentes les invitaba a orar a Dios, al único Dios de todas las religiones, al Dios que la ciencia vislumbra detrás de la hondura de las formas, al Dios que la filosofía idealiza sutilizando en pensar, al Dios que el devoto místico experimenta en sus divinos éxtasis.

También tú puedes experimentar esa misma paz grande, infinita que jamás puedes encontrar fuera de ti mismo –pozo viviente hecho por las manos de Dios-. Entra, sí, entra dentro de ti mismo y encontrarás lo único que puede saciar las ansias infinitas de tu corazón: Dios.

## Contacto conSelf-Realization Fellowship
Luego de tomar la decisión de profundizar en estos conocimientos e incluso, de viajar a Bogotá para adquirir libros de filosofía oriental, llega a sus manos Autobiografía de un Yogui, de Paramahansa Yogananda, fundador de la organización Self-Realization Fellowship. En el prólogo encontró la dirección de José M. Cuarón en México, discípulo directo de Yogananda y traductor del libro al español. En 1953 le escribe solicitando ser admitido para seguir estos estudios teórico prácticos de la yoga. Cuarón visitó el Ecuador en noviembre de 1955 e intercambiaron correspondencia hasta 1967, año en que falleció. El Padre Dávila retribuye la visita viajando a México en 1976, cuando se entrevista con Doña Elisa de Cuarón.

## Primeros discípulos
Los esposos Pablo Jaramillo Crespo y María Eugenia Tamariz fueron sus primeros discípulos, con quienes daría inicio lo que hoy en día es la Escuela de Auto-Realización, primero un grupo en la ciudad de Cuenca, luego Guayaquil y después en otras ciudades dentro y fuera del Ecuador.

## Sacerdote de Cristo
El Padre Dávila revivió el culto en sus parroquias: primero en Chugchillán, Provincia de Cotopaxi en 1936; luego en la parroquia urbana de San Marcos en Quito, Provincia del Pichicha en 1947, al retorno de Bogotá; le siguieron Pomasqui, Pifo y San José de Minas, estas tres en la zona rural de la provincia del Pichincha; y por último en Zambiza en 1957, parroquia rural de la misma Provincia. 
Integró en la práctica católica las normas para despertar la conciencia, el deseo del servicio, el amor por medio del conocimiento personal y la práctica de la oración contemplativa para hablar directamente con el Bienamado.
Dentro de la Iglesia Católica, el Padre César Dávila ocupó varios cargos: Canónigo Honorario de la Catedral Metropolitana de Quito; Juez Pro-Sinodal y luego Juez del Tribunal Arquidiocesano de Primera Instancia para las causas matrimoniales, Bibliotecario de la Curia, Vocal de la Sociedad Ecuatoriana de Patrimonio Religioso, ocupó la Silla Doctoral del Cabildo Metropolitano de Quito, fue Canónigo Teologal, Conjuez de Segunda Instancia para las causas matrimoniales, y Director del Boletín Eclesiástico de la Arquidiócesis de Quito.

## Obra literaria
Escribió centenares de artículos, notas, comentarios, disertaciones y otros estudios publicados en revistas, periódicos, diarios y semanarios nacionales y extranjeros.  
Escribió todos los editoriales del Diario “La Patria” (1948).  Colaboró con el semanario “Meridiano”. Escribió los editoriales de la Revista “La Merced” por muchos años. Fue Director del Boletín Eclesiástico, órgano informativo de la Arquidiócesis de Quito. Miembro activo del Círculo de la Prensa y de la Sociedad del Ecuador, y también Miembro de la Sociedad Bolivariana.
En el ámbito religioso publicó folletos con fines pastorales: Novena al “Señor del Árbol” cuando era párroco de Pomasqui, y Novena a la “Virgen de la Caridad”, como párroco de San José de Minas.
Un trabajo importantísimo es su tesis para obtener el Título de Doctor en Sagrada Teología en la “Pontificia Universidad Católica Javeriana” de Bogotá (1947): “La concupiscencia y su relación con el pecado original, originante y originado en Santo Tomás de Aquino”.
Para la Asociación Escuela de Auto-Realización creó el boletín informativo y especializado "Luz en el Sendero", como paso previo a la revista "Yoga para hoy" (de 1981), que más tarde se llamó "Yoga y Cristianismo".
Libros
- Palabra Eterna — Ampliación fotográfica a la Palabra del gran Maestro de maestros: Cristo.
- Guía al Infinito por las Parábolas de Cristo — Intenta servir de ayuda, de punto de apoyo para entender mejor las Parábolas del Señor.
- Las Llaves de Tu Reino: concentración y meditación — Es un estudio completo de milenarias técnicas orientales para el desarrollo integral de la persona humana. Fue traducida al italiano y al inglés.
- Oración Cósmica — Ofrece una colección de las oraciones vocales que han hecho historia en la humanidad.
- El Lago Sagrado — Sintoniza los episodios del drama puesto en escena en el Mar de Tiberíades por Aquel que, en medio de la borrasca de frustraciones del corazón humano, trajo a los hombres el mensaje de fe, de amor, de esperanza, de luz, de comprensión entre los hombres, sus hermanos, hijos de un mismo Padre.
- El Dios Vivencial — Intenta ser un modesto manual para el redescubrimiento de Dios en nosotros.
- Mi Hermana la Muerte y el Más Allá — Quiere romper el tabú del temor a la Muerte. Presenta una visión objetiva de la Muerte y el Más Allá, no sólo desde el punto de vista cristiano sino de las religiones más importantes que hay en el mundo.
- Legado Divino — Es una selección de diáfanos escritos devocionales, profundas enseñanzas, inspiradas homilías y, sobre todo, de conmovedoras experiencias e iluminadas notas plasmadas en el diario espiritual del autor. (obra póstuma)

Otros escritos
- La Constitución Atómica de la Materia según la Ciencia y la Filosofía.
- La Meditación en las Escuelas Iniciáticas de Oriente y en la Mística cristiana.
- Cosmovisión del Sacerdote.
- Cosmovisión del Hombre en la Filosofía Clásica y en el Pensamiento Oriental.
- Lecciones de Yoga y Cristianismo (7 niveles)

Material audiovisual
- La Voz del Silencio (Colección 6 CD) — Guía para la meditación.
- Diez lecciones de yoga y cristianismo (DVD) — Síntesis de cómo integrar el Yoga en tu vida cristiana.

Conferencias más destacadas
- XXIII Congreso de Yoga y Salud (Bogotá 1980).
- III Congreso Mundial de Filosofía Cristiana (Quito, 1989).
- II Parlamento Mundial de las Religiones (Chicago, 1993).
- Convención del Instituto Himalaya (Pensylvania, 1993).
- Seminario de Yoga y Cristianismo (Valencia, 1992).

## Ecumenismo
Fue un adelantado a su época como precursor del diálogo interreligioso, debido a su profunda vivencia del ecumenismo promulgado por el Concilio Vaticano II que en el documento Nostra Aetate sobre las relaciones de la Iglesia con las religiones no cristianas exhorta a sus hijos a que “reconozcan, guarden y promuevan aquellos bienes espirituales y morales, así como los valores socio-culturales que en ellos existen”.
En algunas oportunidades intercambió correspondencia, en otras recibió la visita, o bien entabló relación con varios líderes espirituales como: Padre Marco Vinicio Rueda S. J., Pandith Usharbud Arya (hoy Swami Vedha Barathi), Johnny Lovewisdom (el santo de los Andes, fundador de la Universidad Naturista Internacional), Lama Karma Dorje (tibetano), Padre Kornelios (del Monasterio de San Macario El Grande, en Egipto Wadi El Natroon), Dr. James Hurtak (científico y fundador de la Academia para la Ciencia Futura), Dr. David Ferriz Olivares (de la Gran Fraternidad Universal), Swami Amaranda Avadhuta, Ven Lama Rigein (Monasterio de Hemis, Tíbet), Mons. Pedro Rubiano Sáenz (Cali-Colombia), Mons. Luigi Sartori (Roma-Italia) —quien prologó uno de sus libros—, Mons. Francesco Gioia (Secretario General Pontificio para los Emigrantes de la Santa Sede), Swami Shantanand Saraswati Ji Maharaj, Swami Maharaya Sadhi, entre otros personajes de su tiempo.